# Tentative d'attentat de New York du 11 décembre 2017
Le 11 décembre 2017, une bombe artisanale a partiellement explosé dans la station de métro attenante à la gare routière de Port Authority à Midtown Manhattan, à New York, blessant quatre personnes, dont le suspect. Le maire Bill de Blasio a qualifié l'incident de « tentative d'attentat terroriste ». Le terroriste présumé a été identifié par la police comme étant Akayed Ullah, 27 ans, un immigrant salafiste du Bangladesh.

## Déroulement
Vers 7h20, aux heures de pointe du matin, une bombe artisanale a partiellement explosée dans la station de Times Square – 42nd Street du métro de New York, dans le passage souterrain entre la septième et la huitième avenue. Le terroriste présumé a été emmené à l'hôpital Bellevue pour y être soigné,. Il y a eu également trois blessés. Selon le commissaire des pompiers de la ville, le suspect a été brûlé aux mains et au torse tandis que trois passants avaient « des oreilles qui bourdonnaient et des maux de tête »,. L'attentat a gravement perturbé le service de métro pendant plusieurs heures, entraînant une légère baisse de l'achalandage.

## Auteur des faits

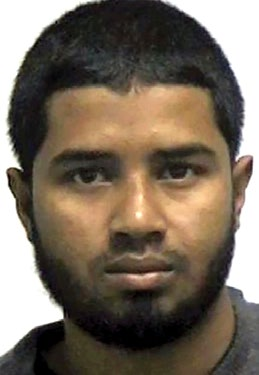
Akayed Ullah

Après l'incident, le Département de Police de l'Autorité Portuaire (PAPD) a arrêté un « présumé kamikaze » armé d'une bombe artisanale (qui était remplie de sucre et de guirlandes lumineuses pour arbre de Noël) et d'une batterie. Le suspect a été identifié comme étant Akayed Ullah, un habitant de Brooklyn, âgé de 27 ans,.
Un an après son arrivée aux États-Unis, son père est décédé. Il s'est ensuite converti au salafisme et a fait pression sur sa famille pour qu'elle prie régulièrement et adopte des croyances religieuses conservatrices. Sa femme et son fils vivent au Bangladesh où il a tenu des livres de Muhammad Jasimuddin Rahmani, le chef spirituel du groupe extrémiste Ansarullah Bangla Team, qui est lié au groupe terroriste al-Qaïda dans le sous-continent indien. Ullah a écrit des notes manuscrites sur son passeport, notamment « O AMERICA, DIE IN YOUR RAGE ». Il a été chauffeur de taxi agréé de mars 2012 à mars 2015. Il avait posté un avertissement sur Facebook, « Trump, vous n'avez pas protégé votre nation », avant l'attaque,,. Les procureurs affirment qu'il a dit à la police après l'explosion « Je l'ai fait pour l'État islamique ».
Après avoir été interrogé, Ullah aurait déclaré qu'il « suivait ISIS sur Internet et lisait le magazine Inspire ». Grâce aux instructions en ligne, il a appris à fabriquer cet engin explosif. Une source policière a déclaré à CNN qu'Ullah avait déclaré avoir mené l'attaque en réponse aux récentes actions israéliennes à Gaza à la suite de la reconnaissance par Donald Trump de Jérusalem comme capitale d'Israël,,.
L'Associated Press, cependant, a rapporté que des sources des forces de l'ordre leur avaient dit qu'il ripostait contre l'agression militaire américaine. Les autorités pensaient qu'il cherchait également à obtenir des représailles pour les attaques aériennes américaines contre les musulmans en Syrie et ailleurs,,. Au cours de la procédure judiciaire, Ullah a nié être un sympathisant de l’État islamique, affirmant qu'il « était en colère contre Donald Trump parce qu'il avait dit qu'il bombarderait le Moyen-Orient et protégerait sa nation ».
Ullah est un résident permanent des États-Unis. Son oncle a remporté une loterie de visa pour la diversité qui lui a permis d'amener Ullah aux États-Unis en vertu des dispositions sur le regroupement familial de la loi sur l'immigration et la nationalité de 1965,.

## Poursuite judiciaire
Ullah a été accusé de possession d'une arme, de menaces terroristes et de soutien à un acte de terrorisme. Début novembre 2018, il a été reconnu coupable de tous ses chefs d'accusation. Il a été condamné le 5 avril 2019 à la réclusion à perpétuité sans libération conditionnelle. Ullah est actuellement incarcérée au Metropolitan Correctional Center de New York.

## Réactions
Le président Donald Trump a déclaré : « Il y a maintenant eu deux attaques terroristes à New York ces dernières semaines menées par des ressortissants étrangers présent ici grâce aux cartes vertes. Le premier attaquant est venu par le biais de la loterie des visas, le second par la migration en chaîne. Nous allons mettre fin aux deux. »,,. Il a appelé à la fin du visa d'immigrant pour la diversité et de la migration en chaîne après cette attaque, et avait fait une déclaration similaire à la suite de l'attaque de camion du 31 octobre 2017 dans le Lower Manhattan.
Le consulat du Bangladesh à New York a condamné l'attaque et a réitéré la politique du gouvernement bangladais de tolérance zéro contre le terrorisme. Les Bangladais-Américains de New York ont dénoncé l'attaque, ainsi que la suggestion du président Trump de mettre fin à la migration en chaîne. La police antiterroriste du Bangladesh a déclaré qu'elle n'avait pas trouvé de lien entre Ullah et les groupes terroristes nationaux au Bangladesh. La police antiterroriste a également déclaré avoir placé les membres de sa famille sous surveillance après l'attaque.